# Dynastiepaleis
Het Dynastiepaleis (Frans: Palais de la Dynastie) is gelegen aan de voet van de Kunstberg in Brussel. Het werd gebouwd in het kader van de wereldtentoonstelling Expo 58 en past in een globaal stedenbouwkundig plan van de architecten Jules Ghobert en Maurice Houyoux voor de inrichting van een plein tussen het Koninklijk Paleis en de benedenstad. Het Dynastiepaleis fungeerde als ontvangstruimte voor officiële ceremonies tijdens Expo 58, maar bleef in de decennia daarop grotendeels ongebruikt; slechts sporadisch wordt het gebruikt voor conferenties, evenementen en tentoonstellingen.
Het Dynastiepaleis ligt op de hoek van het Kantersteen en de Kunstberg, in de nabijheid van het Albertinaplein, de Ravensteingalerij en het station Brussel-Centraal, waarvoor het ook als een van de ingangen fungeert.

## Geschiedenis

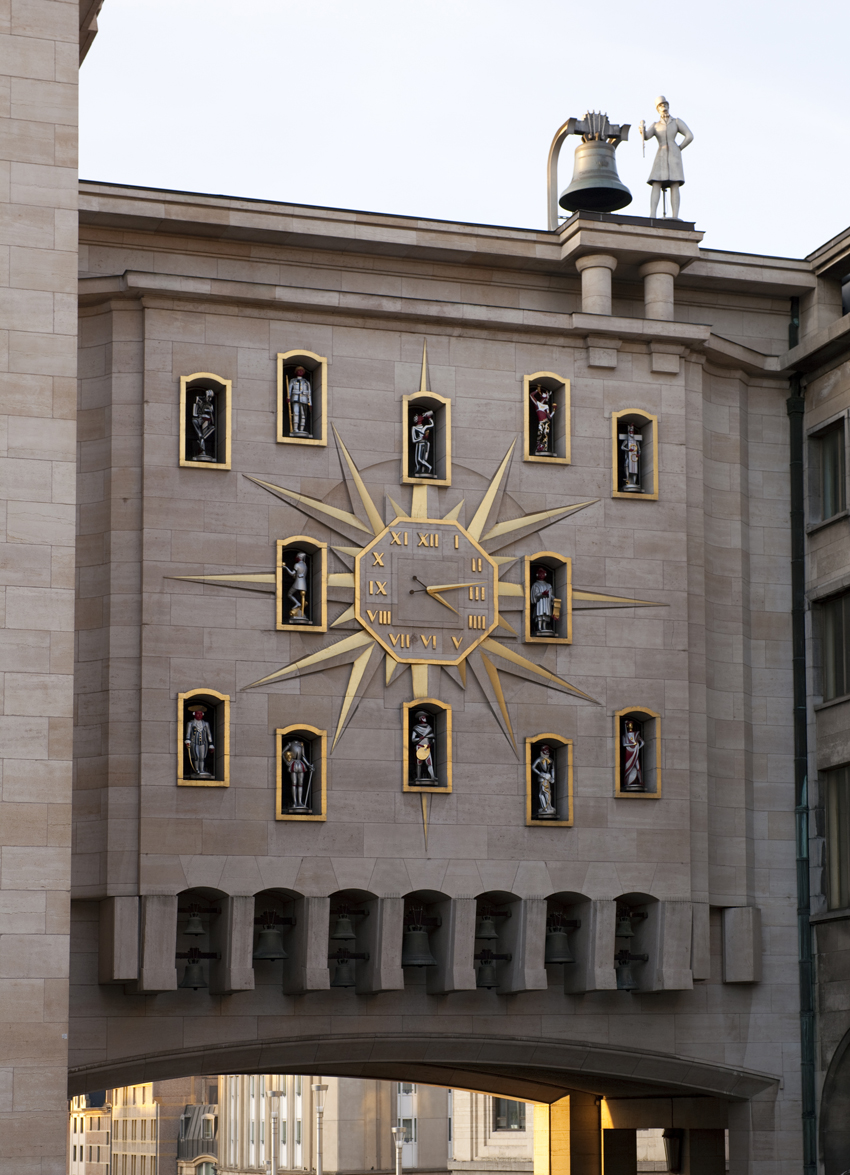
Achtergevel van het Dynastiepaleis op de Kunstberg

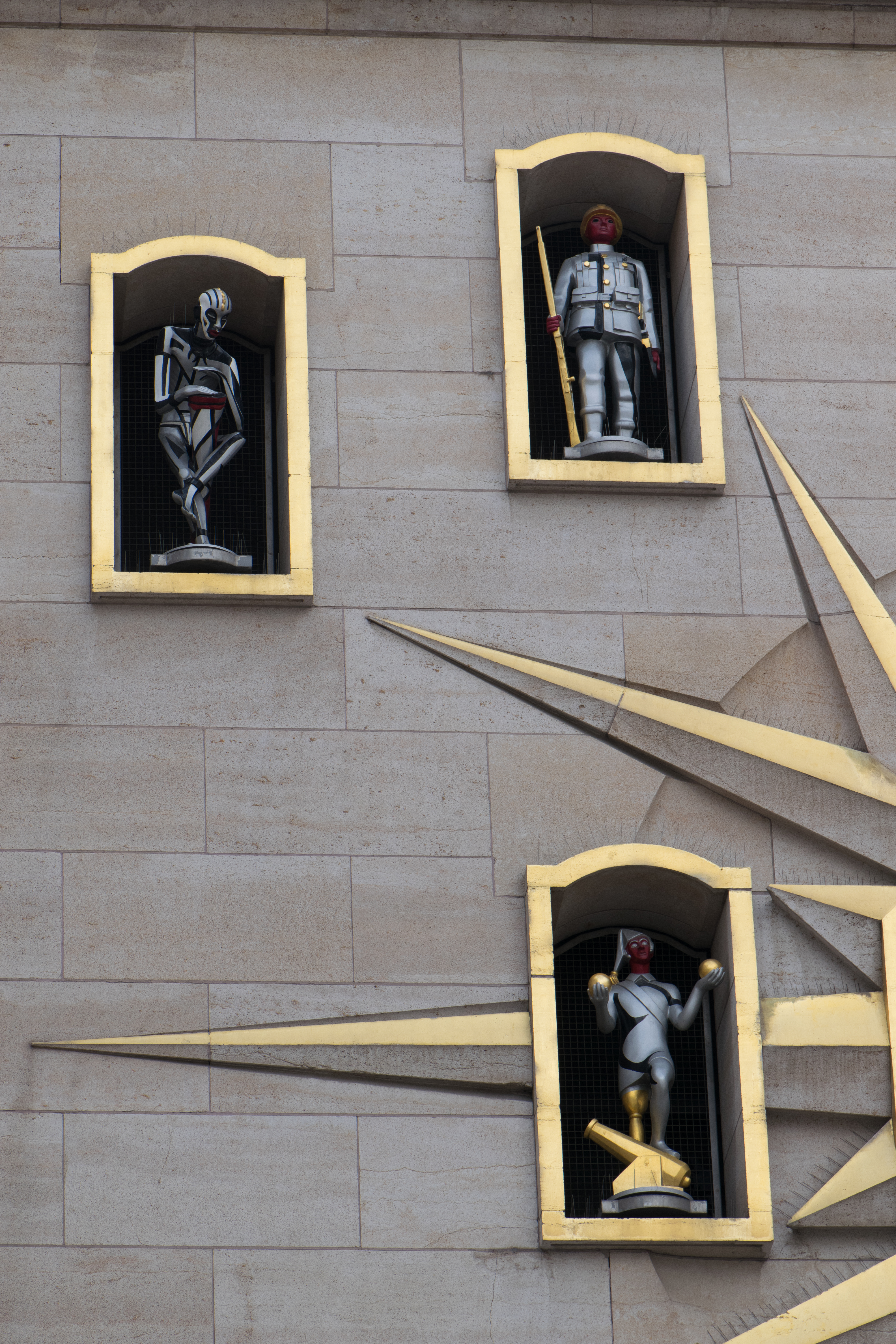
Detailopname van enkele figuren uit het wanduurwerk

Aan het eind van de 19de eeuw wilde koning Leopold II de wijk tussen het toen recent gebouwde Koninklijk Paleis en de benedenstad omvormen tot het culturele hart van de natie door de creatie van een 'Kunstenberg' (FR: Mont des Arts), op een helling waar tot dan toe de volkse Sint-Rochuswijk gelegen was. Voor de inrichting werden de daaropvolgende decennia verschillende plannen gemaakt, maar door een gebrek aan middelen en steun van de staat werd het ambitieuze project nooit aangevat. De wijk werd onteigend en er werd een park aangelegd: het Vacherotpark.
In de jaren 1930, na het overlijden van Albert I, kwamen de plannen voor de inrichting van de Kunstberg opnieuw op tafel. Ter nagedachtenis van de overleden koning schreef de overheid een wedstrijd uit voor de bouw van de Koninklijke Bibliotheek van België, beter bekend als de Albertina. De wedstrijd werd in 1937 gewonnen door de architect Jules Ghobert (1881-1973). Hij kwam met een stedenbouwkundig totaalplan voor de bibliotheek en het plein eromheen, en zou vervolgens meer dan drie decennia aan de plannen en de uitvoering ervan werken.
Na de Tweede Wereldoorlog, met het oog op de Expo 58, kwamen de plannen in een stroomversnelling. De te bouwen Kunstberg zou bestaan uit een complex van gebouwen (Koninklijke Bibliotheek, Ravensteingalerij, Congrespaleis en Dynastiepaleis) en ondergrondse parkeergarages, gelegen rond een centrale tuin van de architect René Pechère. Het Dynastiepaleis zou samen met de bibliotheek een waardige omlijsting vormen van het ruiterstandbeeld van Albert I. De bouw van ging van start in 1956 en het Dynastiepaleis werd voltooid in 1958.
Het Dynastiepaleis ligt aan de voet van de Kunstberg, tegenover de Koninklijke Bibliotheek, naast het centraal station van Horta en Brunfaut. Al in de 19de eeuw had Leopold II plannen opgevat voor een mausoleum en een monument voor de Belgische monarchie. Na de Koningskwestie in 1951 was de publieke opinie ten opzichte van de koninklijke familie echter veranderd en in de finale ontwerpplannen werd het Dynastiepaleis eerder ontworpen voor ceremonieel gebruik. Het massieve ontwerp en het volume van het Dynastiepaleis echoot de klassiek Romeinse bouwstijl. Het is een symbool van de zelfzekere Belgische natiestaat en het vooruitgangsgeloof na de Tweede Wereldoorlog. 
In 1964 werd het Dynastiepaleis voorzien van een beiaard. Een groot gouden wanduurwerk siert de achtergevel, met daarin twaalf figuren uit de Belgische geschiedenis en volkscultuur, 24 klokken en boven op het gebouw een bronzen figuur (jaquemart) die de burgerij vertegenwoordigt en het uur slaat. Het beiaardlied is een Belgisch compromis: afwisselend speelt er Où peut-on être mieux qu’au sein de sa famille ? van André Grétry en het Beiaardlied van Peter Benoit. De beiaard en het klokkenspel werden grondig gerenoveerd in 2015.
De 60 jaar oude hydraulische sturing van de volksfiguren vertoonde al enkele jaren ernstige mankementen waardoor in 2024 beslist werd dit volledig te vervangen door een elektrische sturing. Vanaf 14 april 2025 werden de 12 volksfiguren en het volledige hydraulische circuit gedemonteerd. Tot het terugplaatsen zijn er dan nog enkel de jacquemart actief en melodietjes en de uurslag te horen.
Tot 2003 maakte het Dynastiepaleis deel uit van het nabij gelegen Congrespaleis, maar door de vorm van de ruimtes was het weinig geschikt voor het houden van conferenties. Over de jaren heen werden er in het gebouw slechts sporadisch tentoonstellingen en evenementen gehouden. In 2009 werd het gebruikt als theehuis in het kader van Europalia China. In 2017 diende het als festivalcentrum voor het Kunstenfestivaldesarts.
In 2019 werd het omgevormd naar Plein Publiek BXL een cocktailbar/restaurant en eventspace. In 2019 kon er een 360° expo over Breugel worden teruggevonden, gevolgd door een expo over verschillende grootmeesters genaamd, 'Meet The Masters', waar een einde aan kwam in januari 2022. Sinds het succes van deze exposities worden er ook 'Immersive Experiences' gehouden. De Tijd zei dit over Plein Publiek: "dit wordt een van de plekken waar Brussel herleeft."